# 二六工镇
二六工镇，是中华人民共和国新疆维吾尔自治区昌吉回族自治州昌吉市下辖的一个乡镇级行政单位。

## 行政区划
二六工镇下辖以下地区：
二畦村、军户村、东工村、三畦村、广东户村、河州工村、六工村、十二份村、三工村、二六工村、下六工村和农场生活区。